# Ben Ferguson
Ben Ferguson (* 21. Januar 1995 in Boise) ist ein US-amerikanischer Snowboarder. Er startet in den  Freestyledisziplinen.

## Werdegang
Ferguson nimmt seit 2008 an Wettbewerben der Ticket to Ride World Snowboard Tour teil. Dabei holte er im Januar 2010 bei der Burton AM Series am Mount Hood seinen ersten Sieg. In der Saison 2010/11 gewann er Wettbewerbe der Enter the Dragon Series. Bei der North Tahoe Series belegte er zweimal den zweiten und einmal den ersten Platz. Nach Platz drei zu Beginn der Saison 2011/12 im Halfpipe-Wettbewerb bei der U.S. Revolution Tour in Copper Mountain, gewann er bei den Olympischen Jugend-Winterspielen 2012 in Innsbruck die Silbermedaille im Slopestyle und die Goldmedaille im Halfpipe-Wettbewerb. Sein Weltcupdebüt hatte er im Januar 2013 in Copper Mountain. Dabei errang er den 84. Platz im Slopestyle und den 25. Platz auf der Halfpipe. Im März 2013 siegte er auf der Halfpipe bei der U.S. Revolution Tour in Sun Valley. Zu Beginn der Saison 2013/14 kam er beim U.S. Snowboarding Grand Prix und Weltcuprennen in Copper Mountain auf den dritten Rang im Halfpipe-Wettbewerb. Es folgte jeweils auf der Halfpipe der fünfte Platz bei den Winter-X-Games 2014 in Aspen und der vierte Rang bei den Burton US Open in Vail. Zum Saisonende belegte er den 18. Platz im Freestyle-Weltcup, den achten Platz in der World Snowboard Tour Gesamtwertung und den fünften Rang in der World Snowboard Tour Halfpipewertung. In der Saison 2014/15 errang er beim U.S. Snowboarding Grand Prix und Weltcuprennen in Copper Mountain den dritten Platz und bei den Winter-X-Games 2015 den 12. Platz im Halfpipe-Wettbewerb. Im folgenden Jahr wurde er bei den Winter-X-Games 2016 und bei den Burton US Open jeweils Zweiter auf der Halfpipe. Bei den Winter-X-Games 2017 gelang ihn der siebte Platz.
In der Saison 2017/18 errang Ferguson beim U.S. Snowboarding Grand Prix und Weltcup in Copper Mountain und beim U.S. Snowboarding Grand Prix in Mammoth jeweils den zweiten Platz und bei der Winter Dew Tour in Breckenridge den dritten Platz. Ende Januar 2018 gewann er bei den Winter-X-Games die Bronzemedaille. Bei den Olympischen Winterspielen 2018 in Pyeongchang wurde er Vierter in der Halfpipe. Im folgenden Jahr wurde er Sechster bei den Winter-X-Games.